# 真龍蝦屬
真龍蝦屬是龍蝦科下的一屬。其下最古老的化石達1億1000萬年前，是於1995年在墨西哥恰帕斯州的一個石礦場發現的，並被命名為P. palaceosi。

## 物種
以下是真龍蝦屬的現存物種：
- Palinurus barbarae[5]
- Palinurus charlestoni
- 帝加洛真龍蝦（Palinurus delagoae）
- 普通真龍蝦（Palinurus elephas）
- 吉氏真龍蝦（Palinurus gilchristi）
- 歐非真龍蝦（Palinurus mauritanicus）